# Just Friends?
Pour les articles homonymes, voir Just Friends.
Pour plus de détails, voir Fiche technique et Distribution.
Just Friends? (hangeul : 친구사이? ; RR : Chingu sai?) est un court-métrage mélodramatique sud-coréen coécrit et réalisé par Kim Jho Kwang-soo, sorti en 2009.

## Synopsis
Seok I et Min Soo sont un couple d'homosexuels qui cachent leur relation à leurs parents et à leur entourage. Un jour, Seok I va rendre visite à son petit ami, Min Soo qui fait son service militaire obligatoire. En se rencontrant, ils obtiennent une permission pour la journée mais un événement imprévu se déroule. Ils tombent sur la mère de Min Soo qui n'est pas au courant de la relation qu'entame son fils avec Seok I et pense qu'ils sont juste des amis…

## Fiche technique
- Titre original : 친구사이?
- Titre international : Just Friends?
- Réalisation : Kim Jho Kwang-soo
- Scénario : Kim Jho Kwang-soo et Min Yong-geun
- Photographie : Kim Myeong-joon
- Montage : Nam Na-yeong
- Production : Han Sang-beom
- Sociétés de production : Generation Blue Films ; Korean Gay Men's Human Rights Group Chingusai (coproduction)
- Société de distribution : Generation Blue Films
- Pays d'origine :  Corée du Sud
- Langue originale : coréen
- Format : couleur - 1.85 : 1 - Dolby Digital - 35 mm
- Genre : mélodrame
- Durée : 30 minutes
- Dates de sortie :
  - Corée du Sud : 10 octobre 2009 (Festival international du film de Busan) ; 17 décembre 2009 (nationale)

## Distribution
- Yeon Woo-jin : Min Soo
- Lee Je-hoon : Seok I
- Lee Seon-joo : la mère de Min Soo
- Lee Chae-eun : Chae-eun
- Moon Seong-kwon : le sergent
- Son Cheol-min
- Go Soo-hee